# GeneAll
Geneall.net é um site comercial português de genealogia, por subscrição, criado e mantido por Luís Amaral. O site possui plataformas em seis idiomas diferentes: inglês, espanhol, português, francês, alemão e italiano. O site teve origem da base de dados criada quando o seu autor iniciou uma colaboração no jornal O Independente a pedido do então director Paulo Portas. A colaboração consistia na redacção de um suplemento de genealogia coleccionável para o jornal. O suplemento chamado "Nomes de Portugal", de Janeiro a Junho de 1998, teve 26 números semanais com 24 páginas, com informação sobre cerca de 80 apelidos portugueses.
O site foi criado em 2000, a partir da base de dados criada para o suplemento. Inicialmente era chamado Genea Portugal e estava hospedado como um portal no SAPO. Segundo o criador do site, em Abril de 2012 possuía informação sobre mais de 2 milhões de pessoas e 80 mil apelidos.